# دنیل رچارد کریسینگر
دنیل رچارد کریسینگر (انگلیسی: Daniel Richard Crissinger; ۱۰ دسامبر ۱۸۶۰ – ۱۲ ژوئیهٔ ۱۹۴۲) سیاست‌مدار اهل ایالات متحده آمریکا بود.
وی سومین رئیس بانک مرکزی آمریکا بود.